# Nachtvogel

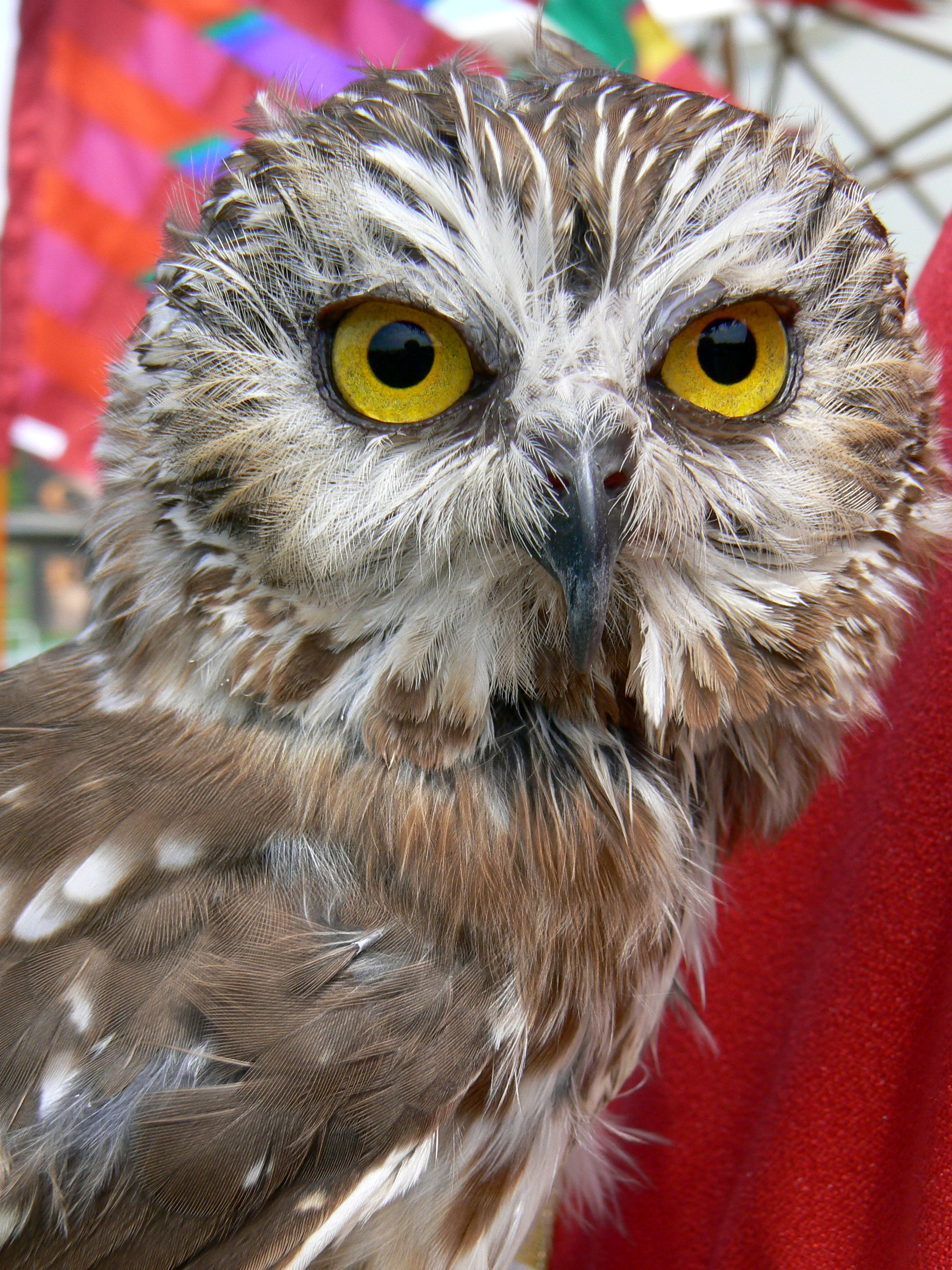
Uilen zijn meestal nachtactief, hier de zaaguil.

Nachtvogels is een informele term die gebruikt wordt om vogels aan te duiden die overdag slapen en schemer- nachtactief zijn. Nachtvogels vormen dus geen biologische groep van vogels en ook leidt de naam niet zelden tot verwarring. De uilen worden vaak als nachtvogels bestempeld maar niet alle uilen zijn nachtactief. 
Vogels worden onafhankelijk van de verwantschap op verschillende manieren ingedeeld, zie ook trekvogel, standvogel en zeevogel.